# Lee Sang-il
Lee Sang-il (Niigata, 6 gennaio 1974) è un regista e sceneggiatore sudcoreano naturalizzato giapponese.
Il suo primo film, Chong, del 2000, era un cortometraggio che raccontava la vita dei coreani di terza generazione nati e viventi in Giappone. Hula Girls è stato dichiarato il miglior film giapponese del 2006 da Kinema Junpo (キネマ旬報?) ed ha vinto i premi come miglior regia e miglior sceneggiatura agli Awards of the Japanese Academy del 2007.
Il suo ultimo lavoro, Yurusarezaru mono è stato proiettato nella sezione speciale del Toronto International Film Festival 2013.

## Filmografia
- Chong, (2000)
- Border Line, (2002)
- 69, (2004)
- Scrap Heaven, (2005)
- Hula Girls, (2006)
- Akunin, (2010)
- Yurusarezaru mono, (2013)
- Ikari, (2016)